# 嘉義縣警察局

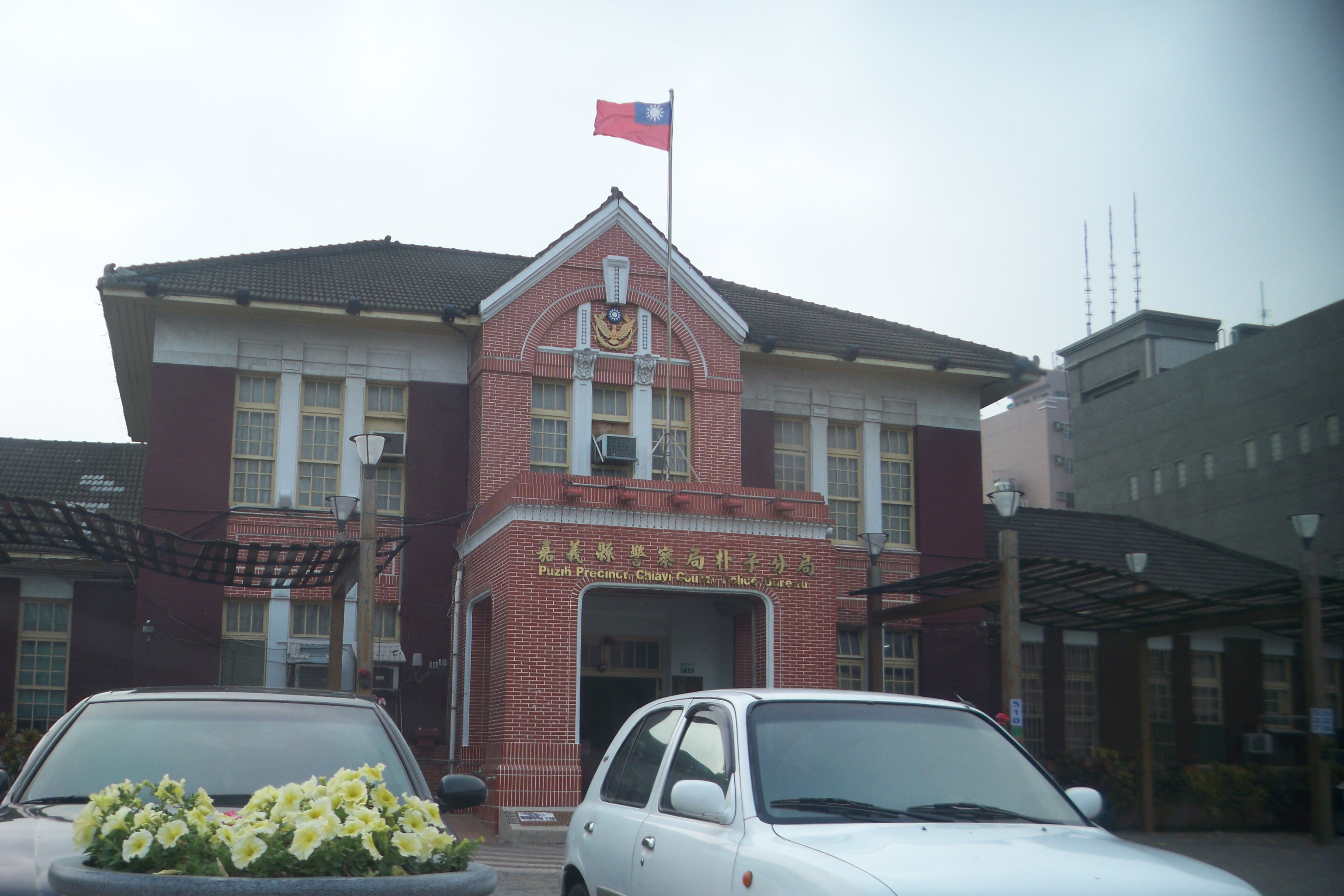
嘉義縣警察局朴子分局，位於朴子市光復路33號（原東石郡役所）

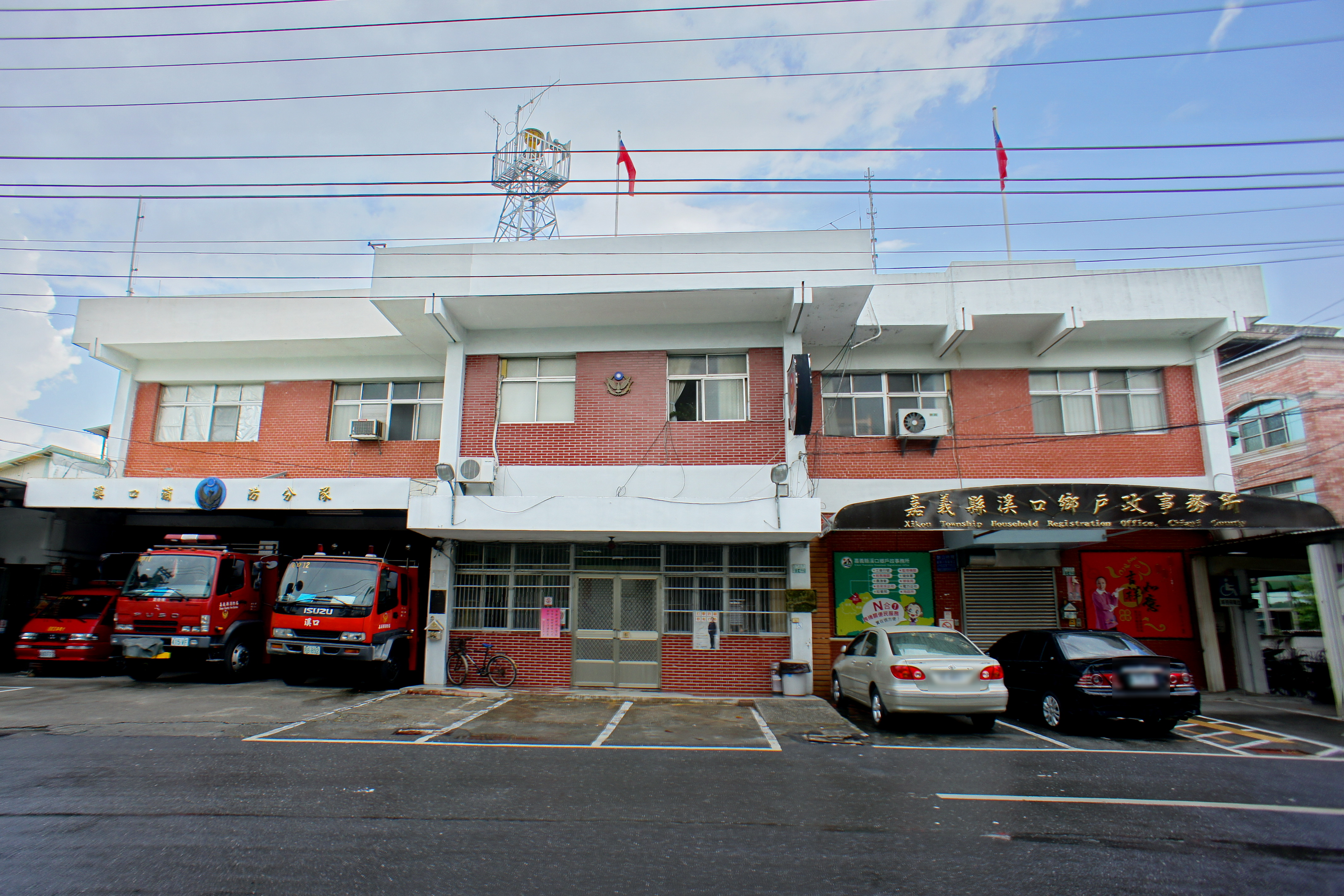
民雄分局溪口分駐所，與消防、戶政等共構設施

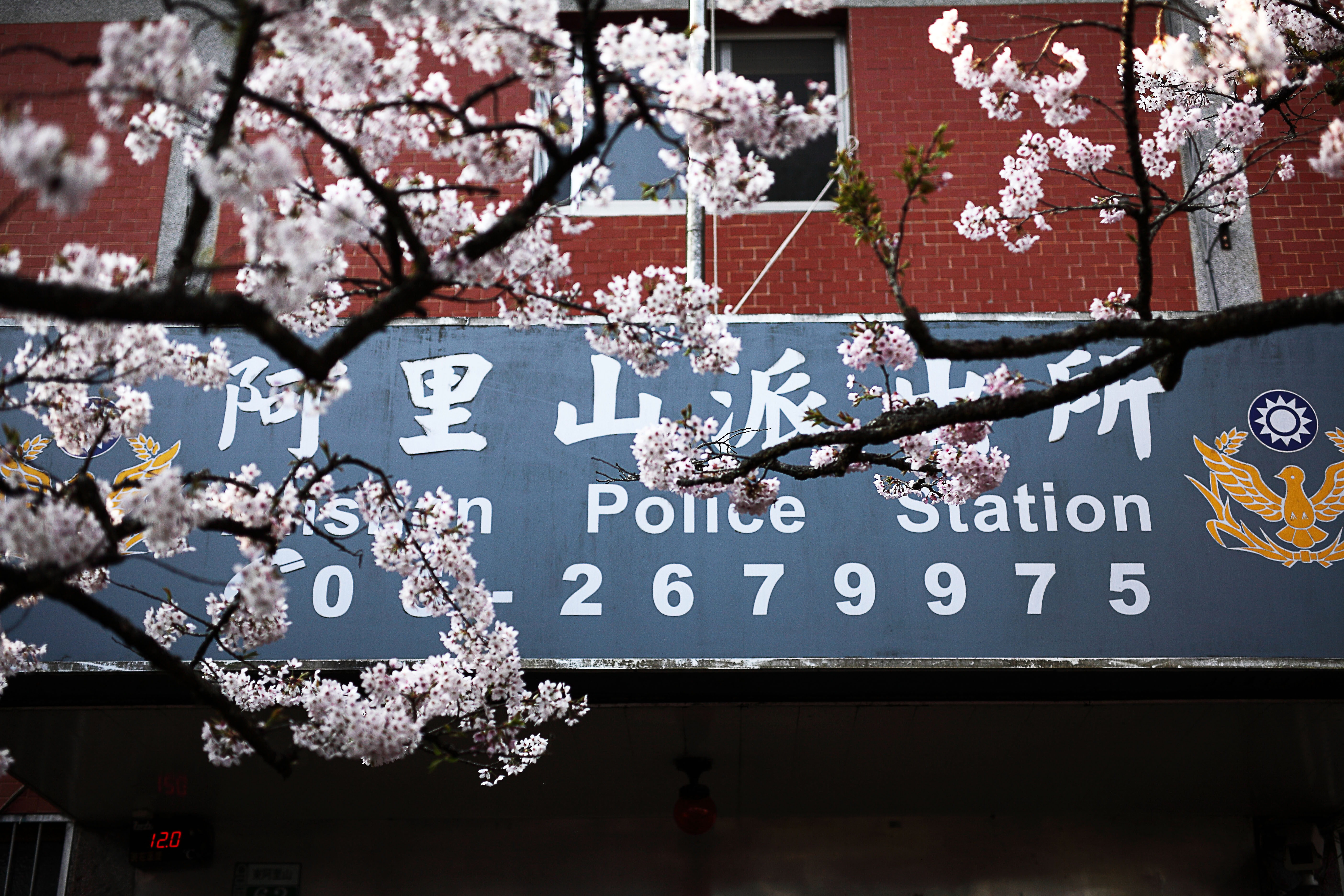
竹崎分局阿里山派出所，前方櫻花盛開

嘉義縣警察局（簡稱嘉義警局）是中華民國嘉義縣最高層級的警察行政機關，隸屬內政部警政署與嘉義縣政府雙重指揮體系，負責縣轄18個鄉鎮市之警政、刑事偵查、交通管理、公共安全、防制詐欺、婦幼保護、毒品防治與社區警政等工作。局本部設於嘉義縣太保市祥和一路東段3號，設有行政科室、直屬警察隊伍，以及各地分局與派出所，統籌全縣治安維護。

## 簡介
嘉義縣警察局創設於1950年，係臺灣省實施地方制度改制後，由原日治時期嘉義郡警察體系改編而來，歷經多次組織調整，至今已成為中南部重要警政單位之一。警局轄下分局包括朴子、民雄、水上、竹崎、太保、大林與布袋等分局，分布涵蓋濱海、平原至山地地區，並設有數十個派出所深入社區執行警務。
截至2025年，局長為李權哲，為中央警察大學正科51期畢業，曾任警政署督察室、臺北市警察局分局長、新竹縣副局長等職，具備豐富刑事與行政歷練。副局長為葉志誠，主任秘書為黃水藤。嘉義警局持續推動智慧警政與民力參與，強化打詐、反毒、婦幼安全與偏鄉巡守服務，提升民眾對警政工作的信賴與治安滿意度。

## 組織
嘉義縣政府警察局設有局本部、行政科室、直屬警察隊及分局，統籌全縣各地派出所執行治安與社區警政。以下為組織架構：
| 單位類別           | 單位名稱 | 主要職掌                                                                       |
| ------------------ | --- | ------------------------------------------------------------------------------ |
| 局本部             | 局長室、副局長室、主任秘書室                                                                                           | 領導警政業務，協調局內各單位運作                                               |
| 行政科室           | 行政科、督察科、保安科、外事科、後勤科、秘書科、資訊科、法制科、公關科、防治科、鑑識科、訓練科、人事室、主計室、政風室 | 辦理總務、人事、訓練、裝備、後勤、政風、法律、公關及科技警政等行政事務         |
| 勤務中心與直屬隊伍 | 勤務指揮中心、刑事警察大隊、交通警察隊、保安警察隊、少年警察隊、婦幼警察隊、民防管制中心                               | 執行勤務調度、刑案偵查、交通執法、治安勤務、少年與婦幼保護、災防應變與支援任務 |
| 所屬分局           | 朴子分局、民雄分局、水上分局、竹崎分局、太保分局、大林分局、布袋分局                                                   | 負責轄區內各鄉鎮市之派出所督導與社區警政推動，合計管理數十個派出所             |

## 事件

### 參與「百斬計畫」打擊車手詐騙
嘉義縣警察局自2025年起配合刑事警察局「百斬計畫」，鼓勵民眾檢舉車手。首名計程車司機通報成功逮捕疑似車手，並於5月起連續達100件檢舉紀錄，累積獎金超過500萬元。

### 揭露假冒貨運公司交友詐騙
2025年2月，警方偵破多起冒充貨運公司人員的網路交友詐騙案。被害者透過社群媒體認識「Chris Chen」詐騙集團後，匯款過程中遭警方誘捕，成功逮捕相關車手與主嫌，並查扣被害者匯款金額共354萬元以上。

### 破獲生基位買賣詐騙案
2025年4月初，嘉義警方查獲一個假冒「生基位買賣」的詐騙團隊。犯嫌以仲介名義向被害人收取85,000元定金及150,000元手續費，搜查後共查扣現金74萬元、手機5支與點鈔機等物，並逮捕嫌犯。

### 破獲交通車手詐騙集團
2025年6月19日，嘉義縣警察局在局長李權哲領導下，與朴子、水上、民雄分局及165反詐熱線合作，成功查獲一詐騙車手集團，共逮捕6名嫌犯，扣得現金40萬1千元、提款卡128張與4部車輛。該集團企圖透過更換車輛斷絕警方追查路線，但仍被緊密追蹤後全數逮捕，今年1至5月也攔阻70件詐騙案件，避免損失逾3331萬元。

## 外部連結
- 嘉義縣警察局的Facebook專頁